# Instytut Witrażowy Adolpha Seilera

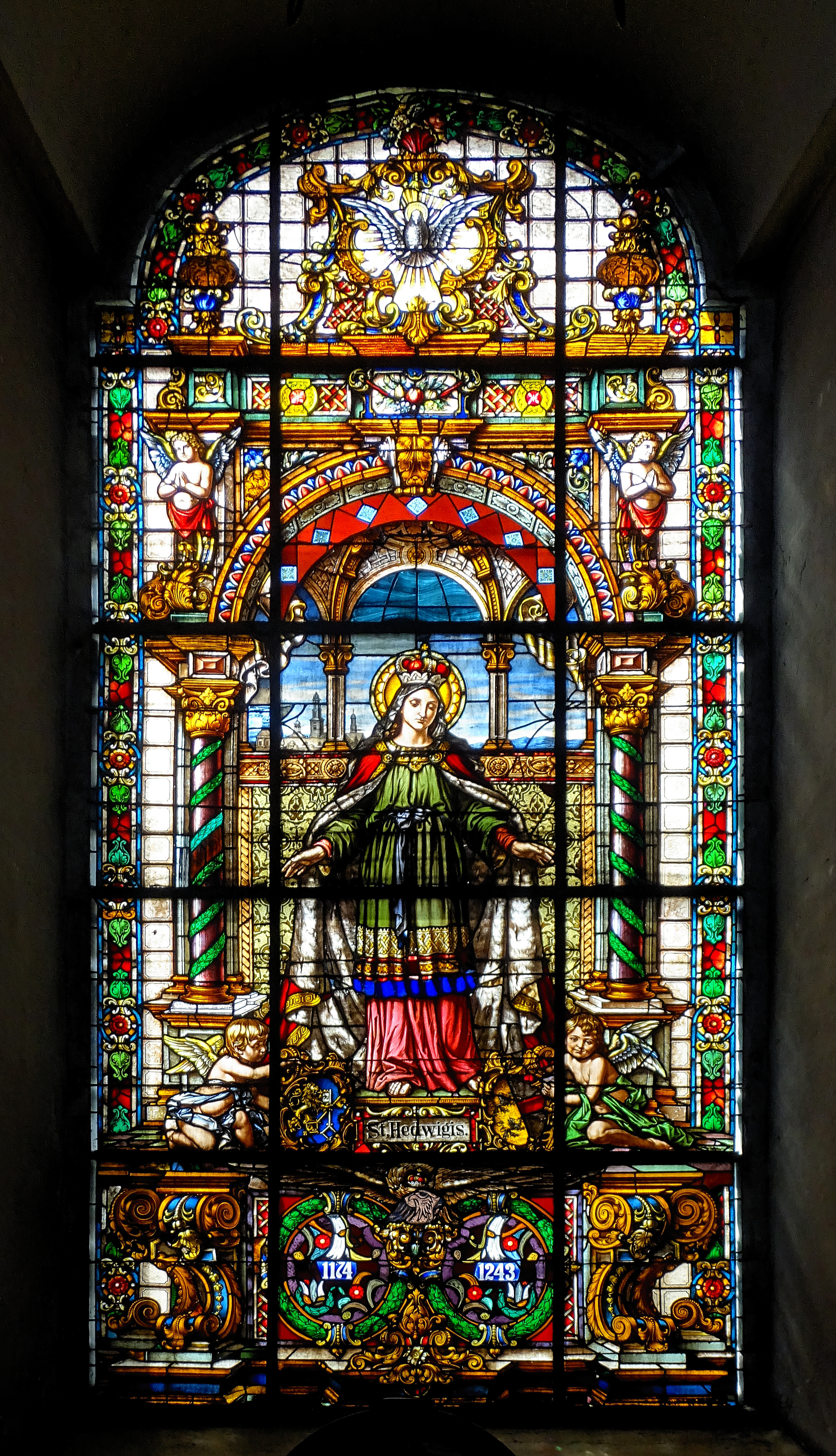
Witraż ze św. Jadwigą. 1896 r., Inst. A. Seilera z Wrocławia. Kościół św. Jana Chrzciciela w Legnicy

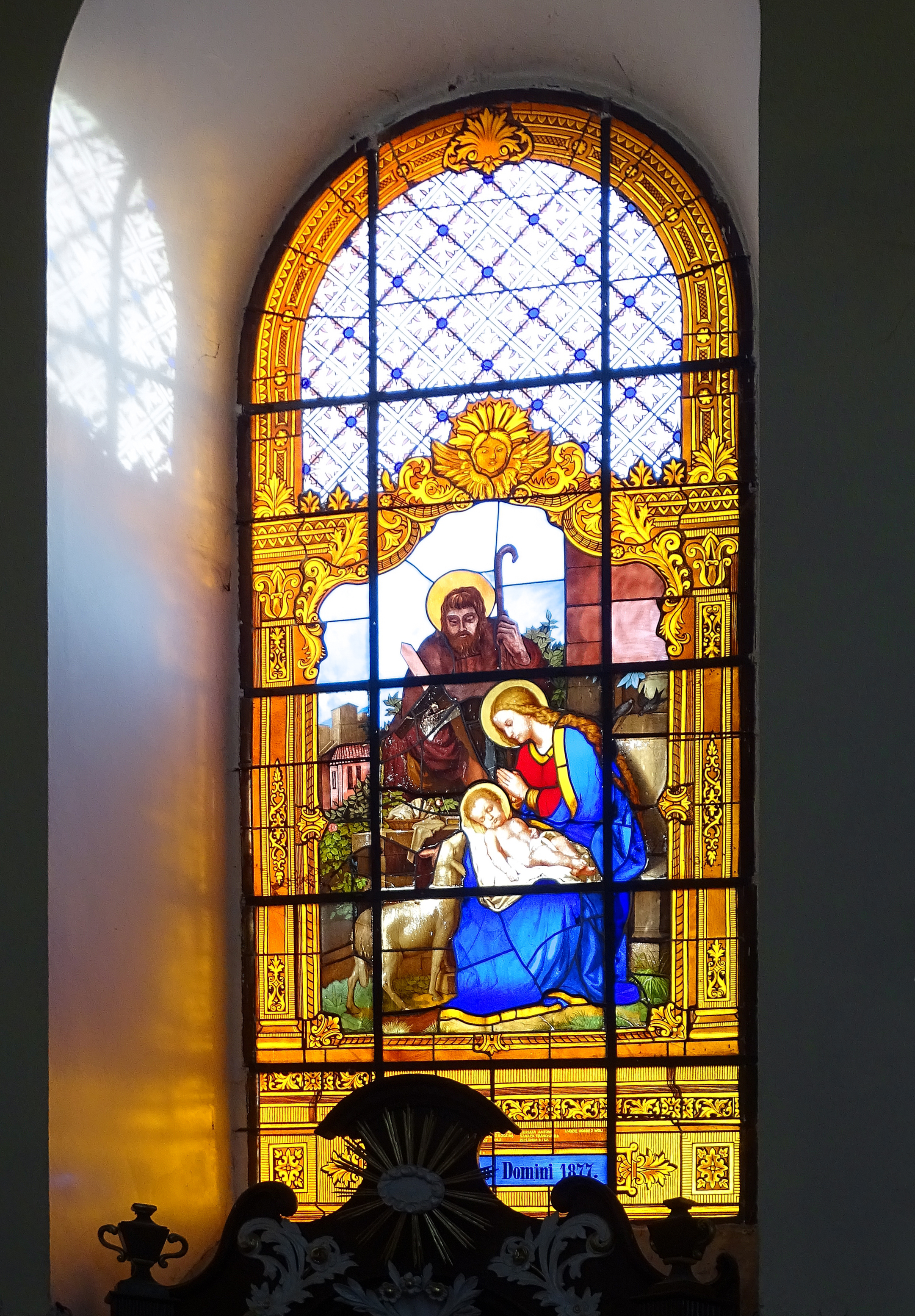
Witraż z 1877 wykonany we wrocławskim Instytucie Witrażowym Adolpha Seilera. Kościół św. Wawrzyńca w Wilkszynie.

Instytut Witrażowy Adolpha Seilera – niemieckie przedsiębiorstwo działające w latach 1846–1945 we Wrocławiu, zajmujące się głównie wytwarzaniem i renowacją witraży.

## Okres 1846 - 1873
Twórcą firmy był urodzony w Rynarcicach syn szklarza Adolph Seiler (1824 – 1873), który został mistrzem szklarskim, a niezależnie od tego kształcił się na witrażownika u Carla Samuela Scheinerta. Nie później niż w roku 1846 zamieszkał we Wrocławiu, otwierając warsztat szklarski. Przez pierwsze lata działalności szklarstwo było głównym źródłem dochodów, ale od samego początku wykonywał również witraże. W 1854, wraz z przeprowadzką do kamienicy przy obecnym pl. Kościuszki, założył pracownię witrażową (nazwaną wówczas Instytutem Witrażowym), choć w dalszym ciągu przyjmował też zlecenia szklarskie. Rozkwit działalności witrażowniczej firmy zaczął się w 1856 i trwał do śmierci właściciela w 1873, choć na początku 1868 nastąpił przejściowy kryzys w związku z pożarem pracowni. W 1861 Seiler ukończył budowę własnej siedziby przy Neue Taschenstraße 5 (dziś ul. Kołłątaja), obejmującej wzniesienie pięciopiętrowej kamienicy, w której zamieszkał i trzypiętrowego budynku warsztatu produkcyjnego na podwórzu (później wzniesiono na posesji dodatkowe budynki na potrzeby fabryki: parterowy w 1871 i piętrowy w 1877). W głównym budynku warsztatu znalazły się piece do produkcji witraży, pracownie oraz wielka sala ekspozycyjna. Przedsiębiorstwo zatrudniało wówczas przeszło 40 pracowników, specjalizując się w witrażach sakralnych, głównie dla katolickich świątyń, choć wykonywało je również dla kościołów protestanckich i synagog. Wiele z tych dzieł powstało w ramach zamówień dokonanych przez architektów Carla Lüdeckego oraz Alexisa Langera na potrzeby budowli przez nich wznoszonych. Współtwórcą sukcesu tego etapu historii instytutu był rysownik Ferdinand Koska, aż do swej śmierci w 1862 będący w firmie głównym projektantem witraży i wykonawcą kartonów do nich.

## Okres 1874 - 1944
Po śmierci Seilera, do 1877 zakład prowadziła wdowa po nim, Ottilie, a później kolejnymi właścicielami były różne osoby spoza rodziny, jednak aż do zamknięcia firmy na przełomie 1944/1945 miała ona w nazwie imię i nazwisko założyciela i tę samą siedzibę przy Kołłątaja. Po śmierci Seilera kondycja firmy pogorszyła się, m.in. z powodu spadku zapotrzebowania na witraże w Niemczech w tym okresie, ale od 1903 nastąpiła trwająca do początków I wojny światowej kolejna faza prosperity instytutu, co wiązało się z nastaniem mody na sztukę secesyjną, która na dużą skalę wykorzystywała różnobarwne kompozycje ze szkła. W tym okresie zmienił się częściowo profil i tematyka produkcji, gdyż znaczna część dzieł zamawiana była przez klientów świeckich. Ponadto na szeroką skalę zaczęto używać nowych technik i rodzajów szkła, w tym niedawno wynalezionego przez Tiffany'ego szkła opalowego. Firma wykonywała wówczas witraże według dostarczanych jej projektów autorstwa działających wówczas we Wrocławiu artystów, głównie wykładowców miejscowej Akademii Sztuki, m.in.: Hansa Dresslera, Maxa Friesego, Josepha Langera, Eduarda Kaempffera, Hansa Rossmanna i Gebharda Utingera. Później, w latach 30. i początkach lat 40., instytut wytwarzał witraże dla Ludwiga Petera Kowalskiego, realizując jego projekty. 

## Zakres i skala działalności i nagrody
W 2002 r. znanych było ze źródeł 265 budynków, w których wstawiono witraże i/lub oszklenia wyprodukowane przez Instytut Witrażowy (około połowy z tych prac przetrwało do dziś), niektóre witraże weszły w skład prywatnych kolekcji. Większość zamówień w historii firmy powstało dla świeckich i sakralnych obiektów na Śląsku, ale niektóre witraże zakupili klienci z innych rejonów ówczesnych Niemiec, a także zza granicy - z Austrii, Galicji, Łodzi i Sosnowca, a nawet Hiszpanii i Ameryki Południowej. Firma podejmowała się także szlifowania wyrobów szklanych, renowacji starych witraży, w tym średniowiecznych, a także napraw innych witrażowych wyrobów, np. lamp Tiffany'ego. Instytut tworzył witraże głównie monumentalne, we wszystkich stosowanych wówczas na świecie technikach: klasycznej, oszkleń mozaikowych, malowideł witrażowych, a najczęściej w technikach mieszanych. Przeważające w dorobku Instytutu prace sakralne tworzono najczęściej, bazując na wzorcach sztuki średniowiecznej, w stylu neogotyckim, choć niektóre z nich zawierały także elementy neorenesansowe, neobarokowe i klasycystyczne. Wzorowane były głównie na obrazach i grafikach niemieckich artystów tworzących w duchu Nazareńczyków (m.in. Degera i Ittenbacha), ale zdarzały się też prace bazujące na obrazach wielkich mistrzów malarstwa: Dürera, Rubensa i Rafaela. Na początku XX w. na dużą skalę wytwarzano witraże świeckie w stylu secesji, niekiedy także oparte na malarstwie historycznym, eklektyczne i kubistyczne. 
Instytut Witrażowy Adolpha Seilera był jednym z czołowych wytwórców witraży w Europie lat 60. XIX w., a aż do 1944 główną firmą witrażowniczą wschodniej części ówczesnych Niemiec oraz najdłużej funkcjonującą tego typu na Dolnym Śląsku. Sam A. Seiler miał tytuły nadwornego dostawcy witraży królowej Prus Augusty, następcy tronu pruskiego Fryderyka III (późniejszego cesarza Niemiec) oraz księcia brunszwickiego Wilhelma. Instytut brał od 1852 udział w wielu wystawach, również zagranicznych, w tym na wystawach światowych w Londynie w 1862 i Wiedniu (1873). Jego wyroby uzyskały nagrody na wystawach w Londynie (1858), Wiedniu (1863), Szczecinie (Powszechna Wystawa Rzemiosła i Przemysłu, 1865, brązowy medal), Wrocławiu (1873; 1881 srebrny medal Śląskiej Wystawy Rzemiosła i Przemysłu) oraz Görlitz (1885, brązowy medal). Instytut zrealizował zamówienia prestiżowe, oprócz tych dla ww. władców niemieckich, także dla:
- budynku ratusza wrocławskiego (początek lat 40. XX w., zamówienie kilkuset witraży z herbami, zdążono wykonać ok. 2/3 zamówienia, parę witraży okiennych przetrwało w budynku)[35],
- ratuszy wałbrzyskiego (1856, zachowane)[36] w Kamiennej Górze (sala posiedzeń, ok. 1905, zachowane)[37]), Lwówka Śl. (ok. 1905, zachowane)[38] oraz Głubczyc (niezachowane[39]),
- kościołów: św. Elżbiety we Wrocławiu (ozdobne przeszklenia w 1892, 1893[40] i witraż z 1940 w organach Endlera, wszystkie niezachowane[41]), św. Krzyża we Wrocławiu (1853, wykonany wspólnie z berlińskim Królewskim Instytutem Witrażowym, niezachowany)[42], św. Stanisława i św. Wacława w Świdnicy (współcześnie katedra, 1875, zachowany)[43] oraz refektarzu zamku w Malborku (ok. 1872, niezachowane)[44] i zamku Książ (1862-1868, niezachowane, kaplica zamkowa)[45]. Wykonał także witraże, w tym herbowe, dla kilkunastu innych zamków lub pałaców[46].
- Hali Stulecia - oszklenia z pomarańczowego szkła opalizującego w 1913 (niezachowane)[47]

Do dużych, zachowanych do dziś (stan na 2002) prac Instytutu zalicza się zespoły:
- ponad 20 witraży figuralnych i ornamentalnych z kościoła św. Marcina w Jaworze (wykonane w latach 1858-1870)[48],
- 12 witraży figuralnych i ornamentalnych w kościele pw. Nawiedzenia NMP w Ujeździe (1861)[49],
- 15 witraży ornamentalnych i 19 oszkleń z 1872 - 1876 w kościele Wniebowzięcia NMP w Bielawie[50],
- 50 witraży figuralnych i ornamentalnych i 19 oszkleń mozaikowych z 1923 w kościele św. Mateusza w Łodzi[51].

Niektóre witraże i ich projekty z Instytutu Witrażowego znajdują się w zbiorach Muzeum Architektury we Wrocławiu, a jeden witraż w kolekcji krakowskiego Muzeum Farmacji.